# تشيك ريزر
تشيك ريزر (بالإنجليزية: Chick Reiser)‏ مواليد 17 ديسمبر 1914 - الوفاة 29 يوليو 1996، كان مدرب كرة سلة أمريكي ولاعب. بدأ مسيرته الاحترافية في سنة 1938. بلغ طوله 5 قدم 11 بوصة (1.8 م). اعتزل اللعب في 1950.

## المسيرة الاحترافية
لعب مع ديترويت بيستونز من سنة 1943 إلى 1947، ثم لعب مع بالتيمور باليتس من سنة 1947 إلى 1949، ثم لعب مع واشنطن كابيتولز في موسم 1949–1950.

## روابط خارجية
- تشيك ريزر على موقع إن بي أي (الإنجليزية)
- تشيك ريزر على موقع سبورتس رفرنس (الإنجليزية)
- تشيك ريزر على موقع ريلجم (الإنجليزية)
- تشيك ريزر على موقع بروبوليرز (الإنجليزية)
- تشيك ريزر على موقع سبورتس رفرنس (الإنجليزية)
- تشيك ريزر على موقع سبورتس رفرنس (الإنجليزية)